# الی ایکس
الکساندرا اشلی هیوز (به انگلیسی: Alexandra Ashley Hughes؛ زادهٔ ۳۱ ژوئیهٔ ۱۹۸۵) که بیشتر با نام هنری، الی ایکس (به انگلیسی: Allie X) شناخته می‌شود، خواننده-ترانه‌پرداز و هنرمند تجسمی کانادایی است. وی حرفه‌اش را در اوایل دههٔ ۲۰۰۰ به‌عنوان هنرمند ایندی پاپ در تورنتو آغاز کرد و با گروه‌های محلی به نواختن پرداخت و چندین آلبوم نیز ضبط نمود.
هیوز بعد از نقل مکان به لس آنجلس، کالیفرنیا در سال ۲۰۱۳، شروع به همکاری با تهیه‌کنندگانی نظیر سیرکوت و بیلبورد کرد همچنین اولین تک‌آهنگ وی به‌نام «نفس تازه‌کردن» که تحت نام الی ایکس منتشر شده‌است، موفقیت کسب کرد و در جدول ۱۰۰ تک‌آهنگ داغ کانادا به رتبهٔ ۵۵ رسید. او پس از آن، آلبوم‌های کوتاه کالکشن ۱ (۲۰۱۵) و سوپر سانست (۲۰۱۸) آلبوم‌های استودیویی کالکشن ۲ (۲۰۱۷)، کیپ کاد (۲۰۲۰)، و دختر بدون چهره (۲۰۲۴) را منتشر نموده‌است.

## اوایل زندگی
الکساندرا اشلی هیوز در ۳۱ ژوئیهٔ سال ۱۹۸۵ در اوک‌ویل، انتاریو چشم بر جهان گشود. پدرش بریتانیایی‌تبار است. او در خانواده‌ای نسبتاً مرفه بزرگ شد و خود نیز دوران کودکی‌اش را «مرفه» توصیف کرده‌است. هیوز در مدرسهٔ هنرهای اتوبیکو تحصیل کرد سپس آکادمی هنرهای اینترلوکین در میشیگان به آموختن پیانوی کلاسیک و آواز پرداخت و در نهایت از دانشگاهٔ شریدن در رشتهٔ اجرای تئاتر موزیکال فارغ‌التحصیل شد هیوز در دوران نوجوانی به یک بیماری خودایمنی ناشناخته مبتلا شد که باعث شد ظاهر لاغر و بیمارگونه‌ای داشته باشد. او برای پرت کردن حواس دیگران به ظاهرش، به پوشیدن لباس‌های خاصی و آرایش کردن روی آورد. همچنین وی در دوران دانشگاه برای کنار آمدن با این وضعیت، مصرف ماری‌جوانا را آغاز کرد.

## استعداد هنری
هیوز از هنرمندانی چون آبا، آرتور راسل، بیورک، کیت بوش، لیدی گاگا، سلین دیون، سیندی لاپر، ماریا کری، مارک مادرزبا، تام پتی و نویسنده هاروکی موراکامی به‌عنوان تأثیرات خود یاد کرده‌است. وی همچنین گفته که حرف ایکس نمایانگر متغیر ناشناخته در جبر می‌باشد و اظهار می‌دارد: «در ریاضیات، ایکس هر متغیر ممکن است. این یک مقدار ناشناخته است و وقتی حل شود، دیگر ایکس نخواهد بود. با در نظر گرفتن این موضوع، ایکس هویتی است که من در طول مسیر خودشناسی‌ام پیدا می‌کنم. این همان سوالاتی است که من سعی می‌کنم در فضای عمومی به آن‌ها پاسخ دهم. اگر روزی آن قطعه‌ای که به دنبالش هستم را پیدا کنم یا معادله را حل کنم، دیگر الی ایکس نخواهم بود.»
دامنهٔ صدای هیوز سوپرانو است و موسیقی‌اش بارها با آثار الی گولدینگ و گروه‌های چرچز و دی نایف مقایسه شده‌است. او ملودی‌های خود را «پاپی که به سمت موسیقی تئاتری دیزنی می‌رود» توصیف می‌کند در حالی که اشعارش «همواره حالت‌های تاریک‌تری به خود می‌گیرند.» او فرآیند ترانه‌نویسی را مانند یک آزمایش علمی می‌بیند که در آن دو نفر مغزشان را کنار هم می‌گذارند و چند ساعت با هم کار می‌کنند تا ببینند چه چیزی از آن در می‌آید.

## حمایت علنی
هیوز بارها حمایت خود را از حقوق زنان و حقوق ال‌جی‌بی‌تی ابراز کرده‌است. او در این‌باره گفته: «من طرفداران جوان زیادی دارمو تعداد زیادی از آن‌ها هم از جامعهٔ ال‌جی‌بی‌تی‌اند؛ بعد از دیدار و در آغوش گرفتن بسیاری از آن‌ها، حالا هنگام نوشتن به آن‌ها فکر می‌کنم و تلاش می‌کنم حمایت خود را منتقل کنم».

## ترانه‌شناسی
آلبوم‌های استودیویی
- کالکشن ۲ (۲۰۱۷)
- کیپ گاد (۲۰۲۰)
- دختر بدون چهره (۲۰۲۴)